# 科库尔
科库尔（法語：Caucourt，法語發音：[kokuʁ]）是法国上法兰西大区加来海峡省的一个市镇，属于贝蒂讷区。

## 地理
科库尔（50°23'56"N, 2°34'17"E）面积5.51 平方千米，位于法国上法蘭西大區加来海峡省，该省份为法国北部沿海省份，西北濒北海，南至索姆省，东临北部省。
与科库尔接壤的市镇（或旧市镇、城区）包括：戈尚莱加勒、曼戈瓦勒、维莱沙泰勒、贝通萨尔、康布利尼厄勒、埃斯特雷科希。

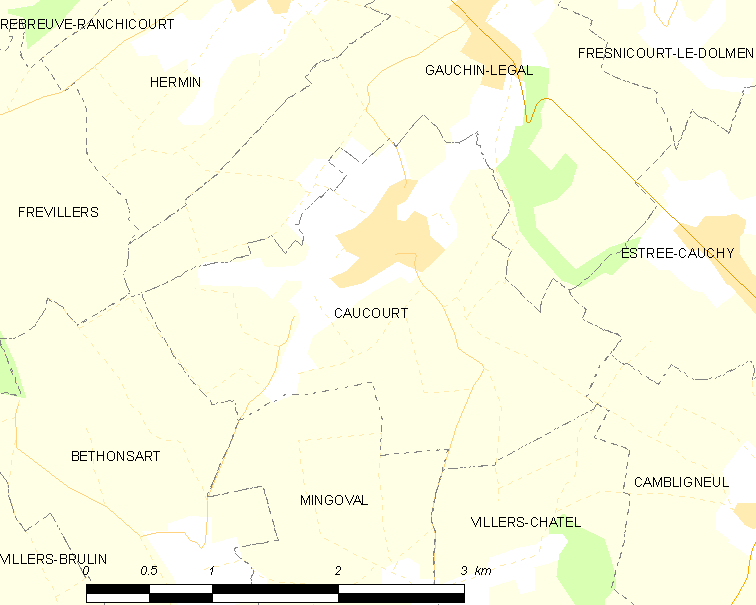
科库尔的OSM定位图

科库尔的时区为UTC+01:00、UTC+02:00（夏令时）。

## 行政
科库尔的邮政编码为62150，INSEE市镇编码为62218。

## 政治
科库尔所属的省级选区为布律埃-拉比西耶尔县。

## 人口

1962-2008年间科库尔人口变化图示

科库尔于2022年1月1日时的人口数量为332人。